# Cecidophyes
Genre
Cecidophyes est un genre d'acariens de la famille des Eriophyidae. Ces espèces sont responsables de galles.

## Liste des espèces
Selon IRMNG (5 juillet 2022) :
- Cecidophyes arbuti (Keifer, 1939)
- Cecidophyes bambusae Kuang, 1997
- Cecidophyes borealis (Liro, 1940)
- Cecidophyes buxtoni Keifer, 1962
- Cecidophyes caliquerci (Keifer, 1944)
- Cecidophyes calvus (Liro, 1941)
- Cecidophyes campestris de Lillo & Fontana, 1996
- Cecidophyes caroliniani (Chandrapatya & Baker, 1986)
- Cecidophyes caryvagrans Keifer, 1964
- Cecidophyes castaneae (Kuang & Hong, 1992)
- Cecidophyes cerriquerci (Farkas, 1963)
- Cecidophyes collegiatus Keifer, 1961
- Cecidophyes digephyrus Keifer, 1966
- Cecidophyes galii (Karpelles, 1884)
- Cecidophyes geranii (Farkas, 1963)
- Cecidophyes gibsoni (Harrison, 1930)
- Cecidophyes glaber (Nalepa, 1892)
- Cecidophyes gymnaspis (Nalepa, 1892)
- Cecidophyes harperi Keifer, 1961
- Cecidophyes lauri Nuzzaci & Vovlas, 1977
- Cecidophyes lyrata Keifer, 1959
- Cecidophyes malifoliae (Parrott, 1906)
- Cecidophyes monspessulani (Nalepa, 1922)
- Cecidophyes naulti Styer, 1975
- Cecidophyes nudus Nalepa, 1891
- Cecidophyes ophiogonis Keifer, 1976
- Cecidophyes potentillae (Liro, 1940)
- Cecidophyes pseudoplatani (Nalepa, 1922)
- Cecidophyes psilocranus (Nalepa, 1895)
- Cecidophyes psilonotus (Nalepa, 1897)
- Cecidophyes pusilla Keifer, 1962
- Cecidophyes querci Chandrapatya & Boczek, 2000
- Cecidophyes quercialbae Keifer, 1959
- Cecidophyes querciphagus (Keifer, 1939)
- Cecidophyes reticulatus Livshits, Mitrofanov & Vasileva, 1979
- Cecidophyes rouhollahi Craemer in Craemer, Sobhian, McClay & Amrine, 1999
- Cecidophyes rumicis Farkas, 1960
- Cecidophyes tampae Keifer, 1966
- Cecidophyes thailandica Keifer, 1975
- Cecidophyes tristernalis (Nalepa, 1898)
- Cecidophyes violae (Nalepa, 1902)

Noms en synonymie
- Cecidophyes euphorbiae Nalepa, 1890, un synonyme de Eriophyes euphorbiae (Nalepa, 1891)

## Systématique
Le genre Cecidophyes a été créé en 1887 par l'arachnologue autrichien Alfred Nalepa (1856-1929),

## Publication originale
- (de) Alfred Nalepa, « Die anatomie der Phytoptiden », Sitzungsberichte der kaiserlichen Akademie der Wissenschaften. Mathematisch-Naturwissenschaftliche Classe, vol. 96, no 1,‎ 1887, p. 115-165 (ISSN 1021-7045, lire en ligne).